# Prealpes de Brescia y Garda
Los Prealpes de Brescia y Garda (en italiano, Prealpi Bresciane e Gardesane; llamados también Prealpi Lombarde orientali) son una sección del gran sector Alpes del sudeste, según la clasificación SOIUSA. Su pico más alto es el monte Baldo, con 2.218 m. 
Se encuentran principalmente en la región de Lombardía y marginalmente en el Véneto y en el Trentino-Alto Adigio.